# 小野正弘 (検察官)
小野 正弘（おの まさひろ、1962年2月4日 - ）は、日本の検察官。広島高等検察庁次席検事、最高検察庁検事を経て、宇都宮地方検察庁検事正。

## 来歴・人物
東京都杉並区出身。明治大学法学部卒業後、1990年東京地方検察庁検事任官。高知地方検察庁次席検事として、高知検察審査会で不起訴不当と議決された高知白バイ衝突死事故に関する告発への対応にあたるなどしたのち、福岡高等検察庁刑事部長、静岡地方検察庁沼津支部長等を経て、2017年和歌山地方検察庁検事正。2018年広島高等検察庁次席検事兼法務総合研究所広島支所長。2019年最高検察庁検事。2020年宇都宮地方検察庁検事正。2021年中央更生保護審査会委員。